# Drenthe College
Het Drenthe College is een regionaal opleidingencentrum voor middelbaar beroepsonderwijs en volwasseneneducatie. Het verzorgt voor meer dan 10.000 jongeren en volwassenen onderwijs op diverse niveaus en in verschillende vormen.
Het Drenthe College beschikt over 17 leslocaties in Assen, Emmen, Meppel en Steenwijk. Vroeger had het Drenthe College ook locaties in Coevorden, Diever, Hardenberg, Hoogeveen en Ruinen.
Er werken bij het Drenthe College 885 medewerkers (2013). Circa 51% is vrouw en 49% man. Een kleine 20 procent van de vrouwelijke medewerkers werkt voltijd in 2013. Bij de mannelijke medewerkers is dat ruim 63 procent. De totale exploitatie van het Drenthe College bedraagt bijna € 60 miljoen per jaar.

## Overzicht van de beroepsopleidingen van het Drenthe College
- Administratie
- Autotechniek
- Bouwkunde
- Brood en banket
- Detailhandel
- Economie
- Elektrotechniek
- Facilitaire dienstverlening
- Facilitair leidinggevende
- Gezondheidszorg
- Groothandel/Internationale handel
- Horeca
- Human technology
- Informatie- en communicatietechnologie
- Infratechniek
- Installatietechniek
- Laboratoriumtechniek
- Logistiek
- Mediavormgever
- Orde en veiligheid
- Oriëntatiejaar Koninklijke Landmacht
- Procestechniek
- Schilderen en stukadoren
- Sport en bewegen
- Zakelijke dienstverlening
- Toerisme en recreatie
- Transport en logistiek
- Welzijn
- Werktuigbouwkunde